# ماتئوس لیته ناسیمنتو
ماتئوس لیته ناسیمنتو (به پرتغالی: Matheus Leite Nascimento) مهاجم اهل برزیل است که در شهر Ribeirópolis و در تاریخ ۱۵ ژانویهٔ ۱۹۸۳ به دنیا آمده‌است.
ماتئوس لیته ناسیمنتو در تیم‌های فوتبال Itabaiana ? ? سابقهٔ حضور دارد.